# Mitch Hedberg
Mitchell Lee Hedberg (Saint Paul, Minnesota, 1968. február 24. – Livingston, New Jersey, 2005. március 29.) amerikai stand-up komikus volt, akinek ismertetőjegyei a szürreális humor és a rezzenéstelen arcú előadás voltak. Előadásai során gyakran használt rövid, egysoros vicceket abszurd elemekkel keverve.
Humorával és fellépéseivel kultikus státuszt ért el, a közönség időnként már előre bekiabálta a poén csattanóját, mielőtt Hedberg befejezhette volna. 2005-ben hunyt el, drogtúladagolásban.

## Élete
1968. február 24-én született Saint Paul-ban, Mary és Arne Hedberg gyermekeként. Svéd, cseh és német felmenőkkel rendelkezett. A Harding High School tanulója volt; azonban ő maga ismerte be, hogy nem érdekli az iskola és épp hogy leérettségizett.

## Magánélete
Felesége Lynn Shawcroft kanadai humorista volt, akivel 1999-től 2005-ben bekövetkezett haláláig élt együtt.
Rendszeresen kábítószerezett, amelyet időnként megemlített előadásai során is. 2003-ban Austinban letartóztatták herointartásért.

## Halála
2005. március 30-án holtan találták egy livingstoni hotelszobában. Halálát a kokain és a heroin keveréke okozta. Hedberg halálát 2005. április 1-jén jelentették be, mire többen azt hitték, hogy áprilisi tréfáról van szó. Temetését Minnesotában tartották, a St. Ambrose of Woodbury templomban.

## Diszkográfia
- Strategic Grill Locations (1999)
- Mitch All Together (2003)
- Do You Believe in Gosh? (2008)[16]
- The Complete Vinyl Collection (2016)